# Iraceminha
Iraceminha là một đô thị thuộc bang Santa Catarina, Brasil. Đô thị này có diện tích 164,375 km², dân số năm 2007 là 4261 người, mật độ 22,8 người/km².